# Theodor Tolsdorff
Theodor Tolsdorff, nemški general, * 3. november 1909, Gut Lehnarten, Vzhodna Prusija, † 25. maj 1978, Dortmund, Severno Porenje - Vestfalija.

## Napredovanja
- poročnik (1. junij 1936)
- nadporočnik (1. oktober 1938)
- stotnik (1. december 1941)
- major (1. januar 1943)
- podpolkovnik (1. april 1944)
- polkovnik (1. avgust 1944)
- generalmajor (30. januar 1945)
- generalporočnik (16. marec 1945)

## Odlikovanja
- 1939 železni križec II. razreda
- 1939 železni križec I. razreda
- nemški križ v zlatu
- viteški križ železnega križa
- viteški križ železnega križa s hrastovimi listi
- viteški križ železnega križa s hrastovimi listi in meči
- viteški križ železnega križa s hrastovimi listi, meči in diamanti (25., 18. marec 1945)